# Bullingdon club
 (janvier 2016).
Si vous disposez d'ouvrages ou d'articles de référence ou si vous connaissez des sites web de qualité traitant du thème abordé ici, merci de compléter l'article en donnant les références utiles à sa vérifiabilité et en les liant à la section « Notes et références ».

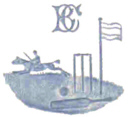
Emblème du Bullingdon Club.

Le Bullingdon Club est un club de restauration d'étudiants d'Oxford qui se distingue par l'aisance matérielle de ses membres et leur comportement destructeur et provocateur.
Ce club, fondé en 1780, réunit l'élite (financière) du campus d'Oxford et est consacré à la camaraderie, à la chasse et au criquet. Rapidement, le club tombe dans les travers qu'on lui connaît : bagarres, beuveries, provocation ostentatoire, destructions de bars et restaurants… La barre de fer dans une main, le portefeuille dans l'autre, ils étaient connus pour rembourser immédiatement argent comptant les dégâts occasionnés lors de leur sorties mouvementées.
Chaque année, les Bullers (nom des membres du club) recrutent une poignée d'élus triés sur le volet et leur annoncent la nouvelle en détruisant totalement leur chambre à coucher. Les « nouveau-nés » peuvent alors se faire confectionner leur nouvel uniforme de membre chez Ede & Ravenscroft, les plus vieux tailleurs de Londres : queue-de-pie bleu marine avec col de velours et revers en soie, boutons en or monogrammés, gilet et une cravate bleu ciel, à la couleur du club. Pour fêter leur arrivée, le club organise un dîner au cours duquel les apprentis se doivent de prouver leur bravoure en dépassant leurs limites sexuelles, leur seuil de tolérance à l'alcool et en détruisant tout ce qui leur passe à portée de main.
Le club compte de prestigieux anciens membres : les princes Édouard VII et VIII d'Angleterre, Rama VI roi de Siam, Frederick IX de Danemark, le prince Paul de Yougoslavie, George Osborne, David Cameron ainsi que Boris Johnson en firent partie, les deux derniers affirmant aujourd'hui regretter leurs actions de l'époque,. Leur déclaration fait suite à l'affaire où certains membres du club ont brûlé une liasse de billets devant des personnes sans domicile fixe, ce qui a soulevé l'indignation de l'Angleterre.
Le Bullingdon Club a inspiré la pièce de théâtre Posh de Laura Wade (en) et le film The Riot Club, adapté de cette pièce.